# Rugbyclub Hoek van Holland
Rugbyclub Hoek van Holland is een rugbyclub uit Hoek van Holland. De club werd op 17 september 1974 opgericht als 'RC The Hookers'.
In het seizoen 2010/2011 werd The Hookers kampioen van de Eerste Klasse en dat betekende promotie naar het hoogste niveau, de Ereklasse. The Hookers speelde vervolgens 7 seizoenen in de Ereklasse, tot de degradatie in 2018. Het volgende seizoen 2018/2019 werd de club uit Hoek van Holland direct weer kampioen en is in het seizoen 2019/2020 weer terug op het hoogste niveau. De club speelt zijn thuiswedstrijden op Sportpark de Rondgang.
In 2022 werd de clubnaam commercieel gewijzigd in Rugbyclub Hoek van Holland. Statutair is door de leden besloten de naam van oprichting te behouden, maar latent te gebruiken. Het seizoen 2022/2023 was het eerste seizoen van de club met de nieuwe commerciële naam. 
In het seizoen 2023/2024 plaatste RC Hoek van Holland zich voor het eerst in de clubhistorie voor de kampioensgroep van de Ereklasse, in de kampioensgroep werd de vijfde plaats behaald, de hoogste klassering van de club in de Ereklasse. 

## Erelijst
- Kampioen Eerste Klasse in 2011
- Europees Beachrugby kampioen in 2012
- Kampioen Eerste Klasse in 2019